# 約翰·奧沙
約翰·弗朗西斯·奧沙（1981年4月30日—）是一位愛爾蘭職業足球員，幾乎能出任球場上所有位置，包括左後衛、中堅、右後衛、防守中場，他甚至曾於賽事當中擔任守門員及前鋒。奧沙出身曼聯青訓系統，曾為一隊上陣超過250場聯賽，於2011年夏季轉投新特蘭，他曾是愛爾蘭足球代表隊成員。

## 生平

### 球會
曼聯
這名高大的愛爾蘭球員於1998/99年的球季當中得到了出場機會，他於聯賽盃對阿士東維拉的賽事中獲派正選上陣。雖然曼聯於該場賽事最終落敗了，但奧沙的表現仍令不少人眼前一亮。
第二個賽季，奧沙被外借至般尼茅夫，他於那裡獲得了正選席位，並於10場賽事當中攻入1球。這名年青人的出色表現令曼聯決定把他收回己用，當時奧沙只是18歲。他於2000/01年球季季中再被外借到比利時球會安特衛普，並於該球隊中成為了必然正選。
再次回到曼聯之後，他於2001/02年的賽季當中間中獲得一隊的正選席位，他於球隊當中司職中堅，與加利·尼維利組成了一條出色的中路防線，他穩定、冷靜和上佳的制空能力獲得不少球迷讚賞。
2002/03年的球季是奧沙成名的賽季，這個球季當中，這名愛爾蘭通天老倌顯示出他的全能，他分別以左閘、右閘、中堅上陣，並在左閘這個位置擁有光芒四射的表現。由於他左右腳也能擅用，加上強勁的出擊能力，令他時有佳作。他曾於對紐卡素的聯賽賽事中於左路成功「通坑渠」然後起右腳勁射中楣，傑斯隨後補射入網。最令球迷深刻的，是他曾於歐聯對皇家马德里的對賽中成功「通坑渠」，這次的對手是世界足球先生費高。往後的日子，奧沙仍能經常「通坑渠」，他亦被奧脫福的球迷起了一個相關的花名，名為「Nuts」。而曼聯隊友之間則喜歡稱他為「Tallman」。
在其後的一年，奧沙雖然在對狼隊的聯賽中射入他首個聯賽入球，但他的左閘正選位置其後卻逐漸被軒斯取代。2004/05年，奧沙再次顯示出他的多元化，他被改做為一名防守中場，並在對阿仙奴的大戰中，於下半場接應傳球，以左腳乖巧地笠過門將，皮球直飛網角，當時他的慶祝方式充滿著當年名將簡東拿射入類似入球後慶祝時的影子，亦成為球迷一時佳話。在這個球季當中，他後上扣關以及接應角球攻門的能力受到讚賞，他在這賽季中取得了三個入球。這年奧沙入選了英超全年最佳外援陣容的11人名單。
來自熱刺的防守中場卡域克於2006/07年球季季前加盟，影響了奧沙的上陣機會。雖然上陣時間減少，但奧沙仍然把握上陣機會並有不俗的演出，他於2006年10月對哥本哈根的歐聯賽事接應角球以左腳射入一球，球隊以3比0勝出；一個月後再於對愛華頓的聯賽賽事後上助攻射入一球，協助球隊大勝對手3比0。

於2006/07年球季作客熱刺的聯賽賽事末段，門將雲達沙因傷離場，由於曼聯已經用完了三個換人名額，奧沙再一次顯示出他的全能及適應力，換上了守門員的球衣把關，其後他更救出羅比堅尼的單刀攻門，協助球隊以4比0大勝對手。賽後領隊費格遜大讚奧沙的多元化表現，被表示他因此而得到了一個新外號:「The Cat」，而曼聯的隊友們賽後亦於他的守門員球衣上簽名留念。
2007年3月作客利物浦的聯賽賽事中，奧沙於比賽補時階段取得入球，協助球隊1:0擊敗對手，進一步擴大與聯賽榜次席的車路士之間的優勢。4月尾作客對愛華頓的聯賽賽事近門以左腳射入1:2的入球，最後球隊以4:2反勝對手。曼聯該季成功重奪失落了三年的英超聯賽冠軍。
於2009年4月尾歐聯四強首回合對阿仙奴的賽事當中，奧沙於上半場於禁區右路窩利勁射破網，協助主隊以1:0擊敗對手。
07/08年球季對雷丁的首場聯賽賽事，由於朗尼於中段傷出，球隊在沒有前鋒可用的情況下，換入奧沙串演中鋒。這亦令他在曼聯踢過全隊所有位置，就連守門員一職亦曾出任，是現今球壇較少出現的情況。
於2007年9月26日的聯賽盃賽事中，奧沙首次以隊長身份帶領球隊出戰，曼聯最後以0:2落敗。
新特蘭
2011年7月7日年屆30歲的奧沙與隊友一同轉投新特蘭，簽約四年，轉會費金額沒有透露。
奧沙於新特蘭效力了7個球季並成為了球隊的隊長，位共上陣超過250場賽事。
雷丁
2018/19球季奧沙加盟了英冠球隊雷丁，由於年紀不輕，只曾上陣10場賽事，並於2019年4月底宣佈退役。

### 國家隊
奧沙首次代表愛爾蘭上陣是於2001年8月15日對克羅地亞的賽事，在2003年8月19日對澳洲的比賽中奧沙取得他第一個國家隊入球。奧沙現時是國家隊的正選球員，他近年較常以中場中路的身份為國家隊上陣，並有不俗表現。
奧沙於2007年5月首次以隊長身份帶領愛爾蘭國家隊出戰對厄瓜多爾及玻利維亞的友賽，最後兩場比賽均以1：1言和。
奧沙總共為愛爾蘭國家隊上陣118場，是該國史上排行第三多的球員。他曾分別於2012及2016年兩度為愛爾蘭出戰歐洲國家盃決賽周賽事。

## 獎項
- 2002/03年、06/07年、07/08年、08/09年、10/11年英格蘭超級足球聯賽冠軍
- 2004年英格蘭足總盃
- 2006年、2009年、2010年英格蘭聯賽盃
- 2003年、2007年、2008年、2010年英格蘭社區盾
- 2008年歐聯冠軍
- 2008年世界冠軍球會盃冠軍

## 外部連結
- 足球数据库：約翰·奧沙的球员统计数据
- 新特蘭官網球員簡歷 （页面存档备份，存于）
- manutdzone.com：奧沙